# タ・キアン (商船改装砲艦)
タ・キアン（USS Ta-Kiang）は、510トンの蒸気スクリュー商船で、四国艦隊下関砲撃事件の際に約1ヶ月間アメリカ海軍にチャーターされ、攻撃に加わった。その後、江戸幕府に売却され、太江丸と命名された。

## 建造
タ・キアン（中国語で「大江」。揚子江の意）は木造（オーク材）のスクリュー推進の蒸気商船であり、1862年にニューヨークで建造された。その後中国貿易に携わるが、南部海軍の私掠船を避けるため、英国国旗を掲げて行動していたと思われる。

## 日本における攘夷運動の高まり
1864年、一部の日本人における攘夷運動の高まりに対応するため、タ・キアンは英国政府にチャーターされ、英軍兵士を横浜へ送った。
1863年7月には、長州藩は関門海峡を封鎖し、米国、フランスおよびオランダの商船を攻撃した。この報復として、米国およびフランスと長州藩との間に戦闘が起こっていた。長州藩はこの戦闘に敗れたものの、強硬な姿勢は崩さず、依然として海峡は通過不能であった。
翌1864年、日本人に攘夷の不可能を思い知らせるため、「文明国」の武力を示す必要を感じた英国公使オールコックは長州藩への懲罰攻撃を決意した。オールコックのこの方針にフランス、オランダ、アメリカも同意し、4月に四国連合による武力行使が決定された。しかし、当時日本にあった米国戦闘艦は帆走スループのジェームスタウン（USS Jamestown）のみであった。関門海峡の早い潮流を考えると、ジェームスタウンが他国の艦艇と行動を共にするのは困難であった。

## 米国海軍によるチャーター
1864年8月18日、四国連合艦隊に参加するために、米国公使ロバート・プルインとジェームスタウンおよび東インド艦隊司令官のシセロ・プライス代将は、ウォルシュ・ホール商会（Walsh, Hall, and Co.）から蒸気船であるタ・キアンをチャーターした。その際の条件は「陸戦隊を上陸させ、その他可能な限りの一般的支援を行うが、敵砲台の射程には入らない」ことであった。
艦隊の出発前に、フランスから幕府の外交使節団（横浜鎖港談判使節団）が帰国したが、使節がフランスと取り交わしたパリ約定には関門海峡を3ヶ月以内に通行可能にする条項が含まれていた。このため、タ・キアンのチャーターは一旦は取り消されたが、幕府はその条項を守る意志がないように思われた。この非協力的な態度のため、四カ国は長州に対して実力行使を行うことを決定した。8月28日、タ・キアンは米国政府にチャーターされた。

## タ・キアンの武装
プライス代将は、ジェームスタウンの士官であるフレデリック・ピアソン（Frederick Pearson）大尉に対し、タ・キアンの指揮をとると共に、外科医を含む18人の乗員を移乗させ、30ポンドパロット砲を1門据え付けるように命じた。プライスはピアソンに「共通の目的を遂行するために、ボートの索引、陸兵の揚陸、さらに必要があれば負傷兵の移送、君が可能な全てのあらゆる援助を提供せよ」と訓戒した。

## 砲台の攻撃
翌29日、タ・キアンはオランダの蒸気スループ・ジャンビ（Djambi）と共に横浜を出港し、会合点の姫島に9月1日の夕刻に到着した。翌日残りの艦艇が到着し、艦隊は合計17隻となった。タ・キアンに加え、英国9隻（ユーライアラス、コンカラー、ターター（Tartar）、レパード（Leopard）、バーロウ（Barrow）、パーシアス（Perseus）、アーガス（Argus）、コケット（Coquette）、バウンサー（Bouncer））、フランス3隻（セミラミス（Semiramis）、デュプレクス、タンクレード（Tancrède））、オランダ4隻（アムステルダム（Amsterdam）、メデューサ（Medusa）、メターレン・クライス（Metalen Kruis）、ジャンビ）である。
9月4日午前10時、艦隊は下関に向かって出発した。艦隊は3列の縦陣を形成し、タ・キアンはフランスの縦陣の後に続いた。午後4時、連合艦隊は沿岸砲台を視野に納める位置に投錨した。24時間後、陸地に接近し長府城山から前田・壇ノ浦にかけての長州砲台群に猛砲撃を開始した。 午後5時30分、視界内にある砲台は全て沈黙した。その夜、英国の水兵と海兵隊員が前田浜に上陸し、砲台の大砲を破壊した。
長州藩は翌9月6日の朝6時、壇ノ浦砲台から連合艦隊に対する砲撃を開始した。艦隊はすぐに態勢を立て直し、反撃を開始した。その間、タ・キアンはフランスの蒸気コルベット・デュプレクスの上陸用ボートを牽引して、砲台の近くに接近していた。正午までに、英国、フランス、オランダの陸兵が砲台を占領した。連合軍は長州の逆襲を簡単に撃退し、一部は下関市街を目指し内陸部へ進軍して長州藩兵と交戦した。夜がふける前に、上陸部隊は艦に戻った。
9月7日と8日、タ・キアンは外科医と23名の負傷した英国兵を収容し、9月21日夕刻に横浜に戻った。砲台攻撃の間に、タ・キアンはパロット砲から18発の砲弾を発射し、遠征隊における自身の存在を示した。

## 幕府輸送船太江丸
1864年9月22日、タ・キアンは元の船主に返却され、武装を取り外した。その後幕府に売却され、タ・キアンの中国語の意味に従い、「太江丸」（「大江丸」は誤り）と命名された。
慶応2年6月、「太江丸」（松岡磐吉指揮）は第二次幕長戦争の大島口の戦いに参加した。6月7日、「太江丸」の砲撃に続いて松山藩兵が安下庄へ上陸。次いで油宇へ移動してそこでも砲撃後上陸し、それから津和地島へ引き上げた。6月11日、「太江丸」は「富士山」とともに兵船を曳航して安下庄へ向かい、砲撃後に松山藩兵の上陸が行われた。船に戻っていた松山勢は6月12日に2隻の砲撃に続いて再び上陸し、夕刻にまた船に戻った。やがて戦況は幕府側に不利になり、6月19日に「太江丸」など4隻に乗り、陸軍方が撤退した。
その後、幕府から仙台藩に貸与された。
慶応2年12月時点では勘定方へ移管されている。
江戸開城後も、幕府海軍の副総裁である榎本武揚は新政府への軍艦の引渡しに応じなかった。戊辰戦争が始まると奥羽越列藩同盟は榎本に支援を求めてきた。これに応え、榎本は幕府海軍の主力を率いて仙台に向かう。太江丸はここで主力艦隊と合流し、榎本脱走艦隊に先行して仙台に来ていた長崎丸二番とともに平藩支援のために仙台兵を輸送し、平潟を砲撃したが、形勢を覆すには至らなかった。列藩同盟が新政府軍に降伏すると、榎本らは北海道に向かった。この際、太江丸は新選組の隊士100人を、室蘭経由で函館に輸送している。その後1869年に再び米国艦籍に戻り、ペイホー（Peiho、中国語で「白河」。海河の意）と命名されたと言う。

## 参考
- この記事はアメリカ合衆国政府の著作物であるDictionary of American Naval Fighting Shipsに由来する文章を含んでいます。